# Gilbertiodendron dewevrei
Gilbertiodendron dewevrei és una espècie d'arbre de la família de les fabàcies. És originària de l'Àfrica central tropical.

## Descripció
És un arbre que pot arribar a 25-40 m d'altura, amb el tronc lleugerament engrossit a la base, de 5-22 m de llarg, i 0,5-2 m de diàmetre, cilíndric i recte, rares vegades uns 4 m de circumferència; amb la copa densa.

## Hàbitat
Es troba en els sòls sorrencs, en rodals gairebé purs, molt comuns, en terra ferma, més esporàdiques en formacions boscoses rierenques, inundades periòdicament o pantanoses; en rodals en els boscos a una altitud de 750 metres a Angola.

## Taxonomia
Gilbertiodendron dewevrei va ser descrita per (De Wild.) J.Leonard i publicat en Bulletin du Jardin Botanique de l'État 22: 190. 1952.
Sinonímia
- Macrolobium dewevrei De Wild.[3]